# TMeter
TMeter — интернет-шлюз для операционной системы Microsoft Windows. Основные задачи программы — организация доступа в Интернет, подсчет трафика, ограничение скорости, запрет доступа к веб-сайтам на основе «черных списков». Существует полностью бесплатная редакция TMeter Freeware Edition (отсутствует триальный срок), которая позволяет использовать только 4 фильтра учёта трафика.

## Особенности программы
- NAT
- Гибкая система подсчета трафика на основе правил и фильтров
- Межсетевой экран
- Динамическое управление шириной канала
- Блокирования трафика при достижении заданного лимита
- Учёт трафика по имени пользователя терминал-сервера или имени процесса
- URL Фильтрация (возможность блокирования WEB-запросов по ключевому слову в адресе, создание «черных» и «белых» списков WEB-сайтов)
- Собственный DNS сервер для обслуживания DNS-запросов пользователей локальной сети
- Собственный DHCP сервер
- Подсчет трафика по протоколу Cisco Netflow
- Клиентский агент авторизации

## Ключевые релизы программы
- июнь 2003 — первый релиз программы.
- 31.08.2004 — версия 5.0. Ядро TMeter работает как Служба Windows.
- 07.09.2006 — версия 6.6. Реализован механизм аутентификации пользователей, что позволило решить проблему подмены IP- и MAC-адресов
- 28.05.2007 — версия 7.5 с встроенным механизмом NAT
- 30.07.2008 — версия 8.1 с собственным DNS-сервером
- 26.01.2009 — версия 9.0. Добавлен механизм URL-фильтрации
- 27.01.2010 — версия 10.0. Добавлена возможность подсчета трафика по имени пользователя терминал-сервера или по имени процесса
- 27.01.2011 — версия 11.0. Добавлен DHCP сервер
- 17.01.2012 — версия 12.0. Добавлена возможность мониторинга хостов путём периодического пингования диапазонов IP-адресов. Результат пингования отображается в виде таблицы со следующими параметрами хоста: статус; IP-адрес; имя в обратной зоне; Mac-адрес; название производителя Mac-адреса; прочий комментарий основанный на IP- или MAC-адресе. Таким образом, вы можете отслеживать появление/исчезание компьютеров в вашей локальной сети (даже если компьютер не отвечает на пинги). Также улучшены алгоритмы выхода сервиса из спящего режима и работы шейпера.
- 06.03.2012 — версия 12.1.615. Добавлена поддержка Netflow v.9
- 30.03.2015 —  версия 15.0. Полный рефакторинг кода. Добавлено публичное API для службы TMeter.
- 19.03.2016  — версия 16.0. Реализована поддержка Windows 8, Windows 8.1 и Windows 10
- 04.03.2018 — версия 18.0.875. Правка ошибок. Обновлена база данных производителей MAC адресов